# Lucio Valerio Flacco (console 100 a.C.)
Lucio Valerio Flacco (in latino: Lucius Valerius Flaccus; 140 a.C. circa – 73 a.C. circa) è stato un politico romano della Repubblica.

## Biografia
Probabilmente figlio del Lucio Valerio Flacco console nel 131 a.C., Flacco ebbe un figlio omonimo, pretore nel 63 a.C., che venne difeso da Marco Tullio Cicerone.
Si ha notizia di lui per la prima volta quando, da giovane magistrato monetario (triumvir monetalis) emise, nel 108 o 107 a.C. un denario raffigurante la dea Vittoria sul dritto e Marte sul rovescio. In seguito, da edile curule, venne accusato dal tribuno della plebe Deciano attorno al 104 a.C.. Raggiunse il consolato nel 100 a.C. (all'età di circa 40 anni secondo il cursus honorum dell'epoca), avendo come collega Gaio Mario, uno degli uomini forti della Repubblica. 
Durante il loro consolato, vi furono dei disturbi della vita della Repubblica dovuti a Lucio Appuleio Saturnino: il Senato romano permise ai consoli di avvalersi dei tribuni e dei pretori per tranquillizzare la situazione. Flacco mise a morte Saturnino, Gaio Servilio Glaucia e altri membri del partito rivoluzionario. Nel 97 a.C. ricoprì la carica di censore assieme a Marco Antonio Oratore. Dal 92 a.C. (o 91 a.C.) fu princeps Senatus. Nell'82 a.C. in qualità di interrex fece approvare dai comizi centuriati la Lex Valeria de Sulla dictatore, che da lui prese il nome, con la quale venne eletto dittatore Silla, che lo ricompensò scegliendolo come suo magister equitum.
Lucio Valerio Flacco morì nell'85 a.C. a Nicomedia, nella Bitinia, assassinato dai suoi soldati su istigazione di Gaio Flavio Fimbria che poi prese il comando dell'esercito e continuò la guerra contro Mitridate. Tuttavia Lucio Licinio Lucullo, comandante in capo, rifiutò di collaborare con Fimbria che infine si suicidò mentre ai suoi soldati venne negato il permesso di tornare in patria.